# MPPP
Az MPPP (más néven dezmetilprodin) opioid típusú fájdalomcsillapító, a morfium hatásának 70%-át nyújtja. Az orvosi gyakorlatban nem használják, rekreációs drogként illegálisan állítják elő. A DEA I-es listáján szerepel. A petidin fordított észtere. 
A szert 1977-ben Barry Kidston, egy 23 éves, végzős, kémiaszakos hallgató állította elő egy piperidinszármazékokról szóló 1947-es tudományos cikk tanulmányozása során. A petidin-vázban az észter megfordításával a morfiuméval közel azonos hatékonyságú szerhez jutott. Azt azonban nem tudta, hogy a köztes termékként keletkező tercier alkohol savas közegben, −30°C felett dehidratációt okoz. A tercier alkoholt szobahőmérsékleten észterizálta, ezáltal jelentős MPTP szennyeződés keletkezett a végtermékben. Néhány nappal azután, hogy kipróbálta a házi készítésű szert, Kidstonon a Parkinson-kór tünetei mutatkoztak.
Később kiderült, hogy az MPTP-ből az agyban MPP+ nevű idegméreg keletkezik, amely pusztítja a feketeállomány nevű agyterület idegsejtjeit, és ezzel a Parkinson-kórhoz hasonló tüneteket okoz.

## Fordítás
Ez a szócikk részben vagy egészben  a   MPPP című angol Wikipédia-szócikk ezen változatának fordításán alapul.  Az eredeti cikk szerkesztőit annak laptörténete sorolja fel. Ez a jelzés csupán a megfogalmazás eredetét és a szerzői jogokat jelzi, nem szolgál a cikkben szereplő információk forrásmegjelöléseként.